# Vnitřní makedonská revoluční organizace
Vnitřní makedonská revoluční organizace (VMRO, v cyrilici ВМРО) byla v 19. a 20. století nacionalistická revoluční politická organizace působící na území Bulharska v regionu Makedonie.
Organizace několikrát změnila svůj název, pod zkratkou VMRO ale působila nejdelší období. Byla založena 5. listopadu 1893 pod názvem TMORO (tajná makedonsko-odrinská revoluční organizace) v domě soluňského knihovníka Ivana Hadži Nikolova. Připojili se k ní bulharští učitelé Damijan Gruev, Petǎr Pop Arsov, Anton Dimitrov, Christo Batandžev a lékař dr. Christo Tatarčev. Tito makedonsko-bulharští protiturečtí aktivisté odstře odsuzovali tehdejší moc Osmanské říše a považovali makedonští Bulhary za jednotný národ s nedělitelným územím. Její zakladatelé chtěli, aby se jednalo o organizaci revoluční, ryze makedonskou a tajnou, aby byla vyloučena možná, prozatímní spojitost s vládou tehdejšího Bulharska.

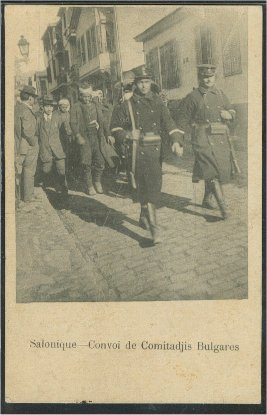
Bojovníci VMRO zatčení policejními sbory Osmanské říše. VMRO aktivně bojovala proti Turkům, Řekům a později i Srbům po celém makedonském regionu, páchající násilnosti nad bulharským obyvatelstvem a nebála se i teroristických akcí, tj. bombových útoků a zabíjení

VMRO nejprve bojovala proti nadvládě Turecka na územích, která byla osídlena převážně bulharským obyvatelstvem. Její jednotky (známé jako "čety" - podobně jako čety u Četniků) svedly ale také boje s prosrbskými a prořeckými silami. V roce 1903 anarchistické křídlo VMRO provedlo sérii bombových útoků, která měla upoutat západní mocnosti na neutěšený stav v Makedonii a situaci vyřešit. Osmanské bezpečnostní síly reagovaly protiúderem, ve kterém byl zabit tehdejší předseda organizace, Goce Delčev. To vedlo v srpnu 1903 k vypuknutí ilindenského povstání, jehož potlačení si vyžádalo mnoho životů. VMRO byla následně velmi oslabena a rozpadla se na několik frakcí. Jejich spolupráce byla možná teprve až v příhodnějším okamžiku, kterým byly balkánské války v první polovině druhé dekády 20. století. Tehdy bojovníci VMRO podpořili bulharskou armádu.
Po roce 1913 působila v oblastech, které Bulharsko ztratilo ve prospěch Srbska a Řecka. VMRO se aktivně zapojila do teroristických akcí ve Vardarské Makedonii, která byla předmětem sporu mezi Bělehradem a Sofií. Nenávist VMRO k tehdejšímu, jugoslávskému režimu, který v zájmu jugoslávské jednoty považoval Makedonce za neuvědomělé Srby (případně jižní Srby), gradovala a projevovala se různými bojovými akcemi. Na přelomu dvacátých a třicátých let navázalo VMRO úzké vztahy s chorvatskými Ustašovci a fašistickou Itálií. Jednomu z členů organizace, Vladu Černozemskému, se dokonce podařilo v Marseille spáchat atentát na tehdejšího nepopulárního jugoslávského krále Alexandra I. Organizace ale působila také v samotném Bulharsku. Tam její agenti v roce 1923 spáchali atentát na tehdejšího premiéra Aleksandra Stambolijského, který prosazoval ústupky v zahraniční politice s Jugoslávií a Řeckem, aby se mohl lépe soustředit na vnitřní problémy země.
VMRO jednala o spolupráci také s komunisty, což podporoval silně Sovětský svaz (který doufal, že by se mu tím podařilo zvýšit svůj vliv na Balkáně) a zároveň to velmi provokovalo tehdejší jugoslávskou i bulharskou vládu. Na základě těchto jednání se VMRO vyslovila pro boj za balkánskou komunistickou federaci a svržení monarchistických režimů. Představitelé organizace (Todor Alexandrov a Alexandǎr Protogerov) to ale v bulharském tisku ostře odmítli. Zanedlouho poté byl první z nich za neznámých okolností zabit. Na začátku třicátých let byl jedním z nejsilnějších vůdců organizace Ivan Michajlov. Jeho frakce, tzv. michajlovisté, byli v prudkém sporu s lidmi generála Protogerova a mezi oběma frakcemi zuřil ozbrojený boj, který se vykazoval vysokým počtem úkladných vražd. Tato „válka gangů“ pak byla ukončena až v polovině 30. let, po převratu skupiny „Zveno“ 19. května 1934, jejíž autoritativní vláda organizaci VMRO v Bulharsku rozpustila a zejména potlačila její, do té doby legální, politické složky. Protogerovisté se rozpustili sami a s bulharskou vládou spolupracovali, proti michajlovistům však muselo být vedeno policejní tažení. Ivan (Vančo) Michajlov, jenž byl odsouzen v nepřítomnosti k trestu smrti, uprchl do Turecka a od tam do Itálie. Zemřel 5.10.1990 v Římě.
Obavy z aktivit VMRO v oblasti jižní Jugoslávie, tedy přesně v regionu Makedonie, donutily vládu v Bělehradě k provedení přísných bezpečnostních opatření. Hranice s Bulharskem byla uzavřena, mezi oběma státy platila vízová povinnost. V pohraničním pásmu mezi oběma státy byly vybudovány strážní věže a ploty, ne nepodobné těm, které vznikly v časech železné opony.
Po druhé světové válce někteří (Dimitar Vlahov, Panko Brašnarov, Pavel Šatev) z členů VMRO spolupracovali na budování tehdejší Makedonské socialistické republiky, která byla integrální součástí jugoslávské federace. Dokonce vstoupili i do republikové vlády, avšak později byli nahrazeni komunisty, které dosadil Bělehrad, jenž se obával přirozenému růstu probulharských sympatií ve sporném území, které bylo stále zdrojem napětí mezi Jugoslávií a jejím východním sousedem, Bulharskem.
V současné době je odkaz VMRO v Severní Makedonii stále velmi živý. Jedna z nejsilnějších politických stran v zemi, VMRO-DPMNE, má jméno původní organizace ve svém názvu. Staví se však za makedonistické, křesťansko-demokratické a proevropské hodnoty. VMRO ožila také i v Bulharsku; po roce 1989 bylo založeno nejprve kulturní hnutí VMRO-SMD, které se později zaregistrovalo jako politická strana. Ta však i nadále prosazuje jednotu Bulharů v tom smyslu, že označuje oprávněně jugoslávské Makedonce za Bulhary v souladu se sanstefanským mírem a tehdejší bulharskou politikou.